# 폴 카가메
폴 카가메(르완다어: Paul Kagame, 1957년 10월 23일~)는 르완다의 정치인이자 전직 군인으로 2000년부터 르완다 대통령을 역임하고 있다. 그는 1990년 르완다를 침공한 반군 무장 세력인 르완다 애국전선(RPF)의 사령관이었다. RPF는 르완다 내전 당시 분쟁의 당사자이자 르완다 집단학살을 종식시킨 무장 세력 중 하나였다. 그는 1994년부터 2000년까지 파스퇴르 비지뭉구 대통령 밑에서 부통령 겸 국방부 장관을 지냈을 때 르완다의 사실상 지도자로 여겨졌지만, 이후 부통령직이 폐지되었다.
르완다 남부의 투치족 가정에서 태어나 두 살 때 우간다로 망명한 카가메는 르완다 혁명 기간 동안 그곳에서 남은 어린 시절을 보냈고, 이로 인해 투치족의 정치적 지배가 끝났다. 1980년대 카가메는 많은 군사적 승리로 요웨리 무세베니가 우간다 대통령직에 오른 후 무세베니의 반군 군대에서 전투를 치렀고, 우간다의 고위 육군 장교가 되었다. 카가메는 1990년 침공 둘째 날 전임 지도자 프레드 르위제마가 사망하자 RPF에 합류하여 그룹을 장악했다. 1993년, RPF는 르완다의 주요 영토를 통제하고 휴전 협상을 진행했다. 후투족 극단주의자들이 약 50만~80만 명의 투치족과 온건파 후투족을 살해한 르완다의 대통령 쥐베날 하브자리마나 암살 사건은 대량 학살을 촉발시켰다. 카가메는 내전을 재개하고 군사적 승리로 대량 학살을 종식시켰다.

## 어린 시절
카가메는 1957년 10월 23일, 현재 르완다 남부주에 위치한 루안다우룬디 탐웨에서 여섯 자녀 중 막내로 태어났다. 그의 아버지인 데오그라티아스 루타감바는 18세기 또는 그 이전부터 왕실이 유래한 투치족 민족의 일원이었다. 베가 가문의 일원인 데오그라티아스 루타감바는 무타라 3세 국왕과 가족 관계를 맺고 있었지만 왕실과의 긴밀한 관계를 유지하기보다는 독립적인 사업 경력을 추구했다. 카가메의 어머니인 아스테리아 비신다는 르완다의 마지막 여왕 로잘리 기칸다 가문 출신으로 왕실 니기냐 가문의 헤베라 분파 출신이다.
카가메가 태어났을 당시 르완다는 1916년부터 벨기에가 궁극적인 독립을 감독하라는 명령에 따라 다양한 형태로 통치해 온 신탁통치령였다. 르완다인들은 소수 민족인 투치족이 전통적인 지배 계급이었으며, 벨기에 식민 행정부는 오랫동안 투치족의 우월성을 조장해 왔으며, 다수 민족인 후투족은 농업주의자였다. 세 번째 집단인 트와족은 르완다 초기 주민의 후손으로 전체 인구의 1% 미만을 차지하는 숲에 사는 피그미족이었다.
투치족과 후투족 사이의 긴장은 1950년대에 고조되어 1959년 르완다 혁명으로 절정에 달했다. 후투족 활동가들은 투치족을 살해하기 시작했고, 10만 명 이상의 투치족이 이웃 국가로 피난처를 찾아야 했다. 카가메의 가족은 집을 버리고 르완다 북동부에서 2년 동안 살았고, 결국 국경을 넘어 우간다로 들어갔다. 그들은 점차 북쪽으로 이주하여 1962년 서부주에 있는 난민 캠프에 정착했다. 카가메가 르완다 애국전선의 미래 지도자인 프레드 르위제마를 처음 만난 것도 이 무렵이었다.
카가메는 난민 캠프 근처의 학교에서 초등학교 교육을 시작하여 다른 르완다 난민들과 함께 영어를 배우고 우간다 문화에 편입되기 시작했다. 9살 때 그는 약 16킬로미터 떨어진 존경받는 르웬고로 초등학교로 이사했다. 이후 우간다 최고의 학교 중 하나인 은타레 학교에 다녔는데, 이 학교는 미래의 우간다 대통령 요웨리 무세베니의 모교이기도 했다. 카가메에 따르면 1970년대 초 아버지가 사망하고 르위제마가 미지의 장소로 떠나면서 학업 성적이 저하되고 르완다 인구를 경시하는 사람들과 싸우는 경향이 높아졌다고 한다. 결국 은타레에서 정직 처분을 받고 올드 캄팔라 중등학교에서 학업을 마쳤다.

## 군사 경력

### 르완다 내전

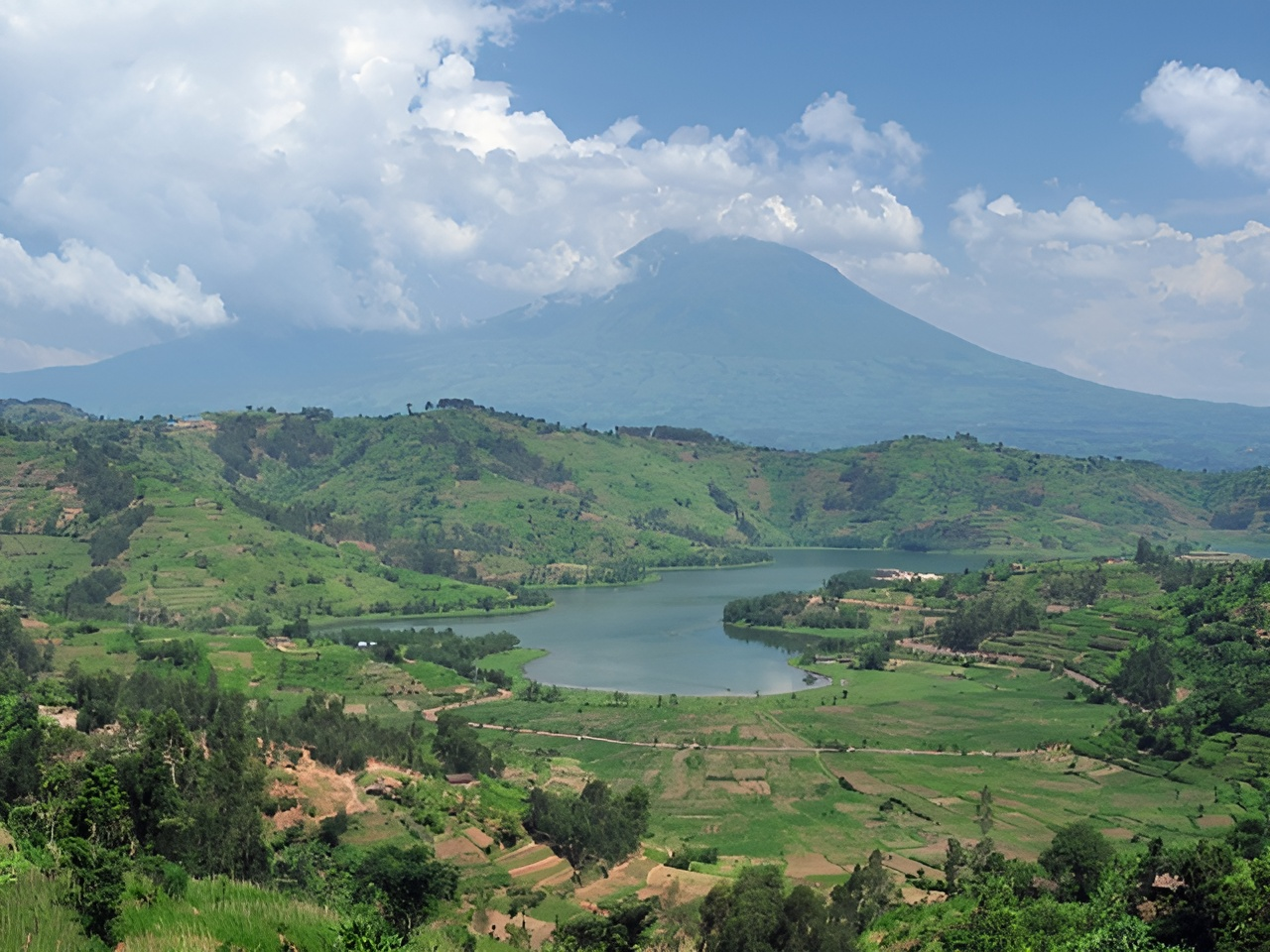
비룽가산맥, 1990년부터 1991년까지 카가메의 RPF 기지

1990년 10월, 르위제마는 4,000명이 넘는 RPF 반군 병력을 이끌고 카기툼바 국경 초소에서 르완다로 진입하여 가비로 마을까지 남쪽으로 60km를 진격했다. 카가메는 캔자스주 포트 레번워스에 있는 미국 육군지휘참모대학교에 재학 중이던 미국에 있었기 때문에 초기 공습에 참석하지 않았다. 공격 둘째 날, 르위제마는 머리에 총을 맞고 사망했다. 카가메 정부의 공식 입장과 역사학자 제라드 프루니에가 1995년 이 주제에 관한 저서에서 언급한 버전은 르위제마가 유탄에 맞아 사망했다는 것 등 정확한 정황은 논란의 여지가 있다.
카가메는 아프리카로 돌아와 2,000명 미만으로 줄어든 RPF 군대를 지휘했다. 카가메와 그의 병사들은 우간다를 거쳐 서쪽으로 이동하여 험준한 고지 지역인 비룽가산맥으로 이동하여 지형이 유리하게 작용했다. 그곳에서 그는 군대를 재편성하고 투치족 디아스포라의 자금 조달과 모집을 수행했다. 카가메는 1991년 1월 북부 루헹게리 마을에 대한 공격으로 전투를 재개했다. 놀라움의 기운을 얻은 RPF는 이 마을을 점령하고 하루 동안 점령한 후 다시 숲으로 돌아갔다.
이듬해 RPF는 뺑소니 게릴라 전쟁을 벌여 일부 국경 지역을 점령했지만 르완다 군대에 대해서는 큰 이득을 얻지 못했다. 이러한 행동으로 인해 피해 지역에서 약 30만 명의 후투족이 이탈했다. 프루니에는 1995년에 RPF가 후투족 농민들이 "그들로부터 '해방'되는 데 아무런 열정을 보이지 않았다"는 사실에 놀랐다고 썼다. 그러나 캐나다의 저널리스트 주디 리버스는 2018년 저서 《피의 찬미》에서 지뢰 매설과 어린이 총격 사건 등 마을에 대한 RPF의 공격으로 인해 이탈이 불가피했다고 목격자들의 말을 인용했다. 카플란의 논문은 리버스가 대화를 나눈 많은 목격자들의 신뢰성에 의문을 제기하지만, "RPF 전쟁 범죄를 증명하는 출처는 리버스 외에도 상당한 다른 출처가 있다"고 언급했다.
1992년 6월, 키갈리에서 다당 연립 정부가 구성된 후 카가메는 휴전을 발표하고 탄자니아 아루샤에서 르완다 정부와 협상을 시작했다. 1993년 초, 극단주의자 후투족 집단이 투치족에 대한 대규모 폭력 캠페인을 결성하고 시작했다. 카가메는 평화 회담을 일시적으로 중단하고 대규모 공격을 시작하여 북부 전역에 걸쳐 넓은 땅을 확보하는 방식으로 대응했다.

### 르완다 집단학살
1994년 4월 6일, 르완다 대통령 쥐베날 하브자리마나의 비행기가 키갈리 국제공항 근처에서 격추되어 하바야리마나와 부룬디 대통령 시프리앵 은타랴미라는 물론 수행원과 프랑스 승무원 3명이 사망했다. 공격자들은 아직 알려지지 않았다. 프루니에는 1995년 저서에서 대통령이 아루샤 협정을 존중하는 데 진지하고 대량 학살의 계획된 부분이라고 우려한 하브자리마나 정부의 극단적인 후투족이 저지른 쿠데타일 가능성이 높다고 결론지었다. 이 이론은 2006년 프랑스 판사 장루이 브루귀에르와 2008년 스페인 판사 페르난도 안드레우에 의해 논쟁이 벌어졌다. 두 사람 모두 카가메와 RPF의 소행이라고 주장했다.

## 대통령직
1990년대 후반, 카가메는 르완다의 파스퇴르 비지뭉구 및 후투족이 이끄는 정부에 공개적으로 동의하지 않기 시작했다. 카가메는 비지뭉구를 부패와 부실한 경영으로 고발한 반면, 비지뭉구는 내각 임명에 대한 권한이 없으며 과도 국회가 순전히 카가메의 꼭두각시 역할을 하고 있다고 생각했다. 비지뭉구는 2000년 3월 대통령직에서 사임했다. 역사학자들은 일반적으로 비지뭉구가 국회를 비난하고 RPF 내에서 불화를 조장하려다 카가메에 의해 사임해야 했다고 생각했다. 그러나 카가메는 스티븐 킨저와의 통화에서 친구로부터 "놀라운 소식"을 들었다며 이 상황에 놀랐다고 말했다. 비지뭉구가 사임한 후 대법원은 영구 후임자가 선출될 때까지 카가메가 대통령 권한대행이 되어야 한다고 판결했다.
카가메는 1994년부터 사실상의 지도자였지만 일상적인 통치보다는 군사, 외교, 국가 안보에 더 집중했다. 2000년이 되자 국경을 초월한 반군의 위협은 줄어들었고 비지뭉구가 사임하자 카가메는 직접 대통령직을 맡기로 결정했다. 과도 헌법은 여전히 유효했기 때문에 대통령은 직접 선거가 아닌 정부 장관과 과도 국회에서 선출되었다.
RPF는 카가메와 샤를 무리강데 RPF 사무총장 두 명을 후보로 선정했으며, 장관과 의회는 81대 3으로 카가메를 선출했다. 카가메는 2000년 4월 대통령으로 취임했다. 피에르셀레스탱 르위제마 총리를 비롯한 여러 후투족 정치인들이 비지뭉구와 거의 같은 시기에 정부를 떠나 카가메와 가까운 사람들이 장악한 내각을 떠났다. 비지뭉구는 2001년에 자신의 정당을 설립했지만 카가메 정부는 과도 헌법에 따라 정치 캠페인이 허용되지 않는다는 이유로 이를 금지했다. 이듬해 카가메는 비지뭉구에게 공개 성명을 발표하고 정당 정치에 계속 관여하는 정부의 인내심이 "무한하지 않다"고 경고했고, 비지뭉구는 2주 후 체포되어 부패 및 인종 폭력 선동 혐의로 유죄 판결을 받았는데, 인권 단체는 이를 정치적 동기에 의한 것이라고 말했다. 그는 2007년 카가메에 의해 사면되기 전까지 투옥되었다.

### 신헌법
1994년부터 2003년까지 르완다는 쥐베날 하브자리마나 대통령의 1991년 헌법인 아루샤 협정과 과도 정부가 도입한 몇 가지 추가 프로토콜을 결합한 일련의 문서에 의해 통치되었다. 협정에 따라 카가메는 새로운 영구 헌법 초안을 작성하기 위해 헌법 위원회를 설립했다. 헌법은 공평한 권력 공유와 민주주의를 포함한 일련의 기본 원칙을 준수해야 했다. 위원회는 르완다의 특정 요구 사항과 관련하여 헌법 초안이 "자체 개발"되어 있는지 확인하고 전체 국민의 견해를 반영하기 위해 노력했으며, 전국의 시민 단체에 설문지를 보냈고 재정 지원을 제외한 국제 사회의 도움 제안을 거부했다.
이 헌법 초안은 2003년에 발표되었고, 의회의 승인을 거쳐 그해 5월에 국민투표에 부쳐졌다. 국민투표는 정부에 의해 널리 추진되었고, 궁극적으로 자격을 갖춘 성인의 95%가 투표에 등록했으며 투표 당일 투표율은 87%였다. 이 헌법은 93%가 찬성하여 압도적으로 받아들여졌다. 이 헌법은 2원제 의회, 7년 임기의 선출직 대통령, 다당제 정치를 규정하고 있었다.
헌법은 또한 정치 권력에 대한 후투족이나 투치족의 패권을 막기 위해 노력했다. 제54조는 "정치 조직은 인종, 민족, 부족, 씨족, 지역, 성별, 종교 또는 차별을 초래할 수 있는 기타 분열에 근거하는 것이 금지된다"고 명시하고 있다. 휴먼 라이츠 워치에 따르면, 이 조항은 의회가 제정한 이후 법률과 함께 르완다를 사실상 일당 국가로 만드는 것으로, "또 다른 대량 학살을 막기 위해 정부는 가장 기본적인 형태의 반대 의견에 대한 현저한 편협함을 보여준다"고 한다.

### 선거 및 국민투표
2000년 대통령에 오른 이후 카가메는 2003년, 2010년, 2017년, 2024년 등 네 차례에 걸쳐 대통령 선거에 출마했다. 매번 압승으로 재선되어 90% 이상의 득표율을 기록했다. 2015년 헌법 개정 국민투표에서도 카가메는 추가 임기를 수행할 수 있는 권한을 부여했지만 비슷한 차이로 통과되었다. 국제 선거 감시 기관, 인권 단체, 언론인들은 일반적으로 이러한 선거가 자유와 공정성이 결여되어 있으며, 르완다 주정부가 카가메의 승리를 보장하기 위해 개입하고 있다고 생각한다. 중앙아프리카인권감시국의 아이다 소여 국장은 " 감히 목소리를 높이거나 현상 유지에 도전했던 르완다 주민들이 체포되거나 강제로 사라지거나 살해당했으며, 위협으로 인해 시민권이나 언론의 자유를 위해 노력하는 단체들이 침묵하고 있다"고 말했다. 2017년 여론조사 이후 휴먼 라이츠 워치는 유권자들에게 투표용지를 전체적으로 작성하도록 강요하고 투표에 참여하지 않은 선거인에게 투표하는 등 선거 관리들이 부정행위를 저질렀다는 증거를 공개했다. 미국 국무부는 "투표 과정에서 관찰된 부정행위"와 "투표 집계 과정의 무결성에 대한 오랜 우려로 인해 혼란을 겪고 있다"고 밝혔다.

### 국내 정책

#### 경제

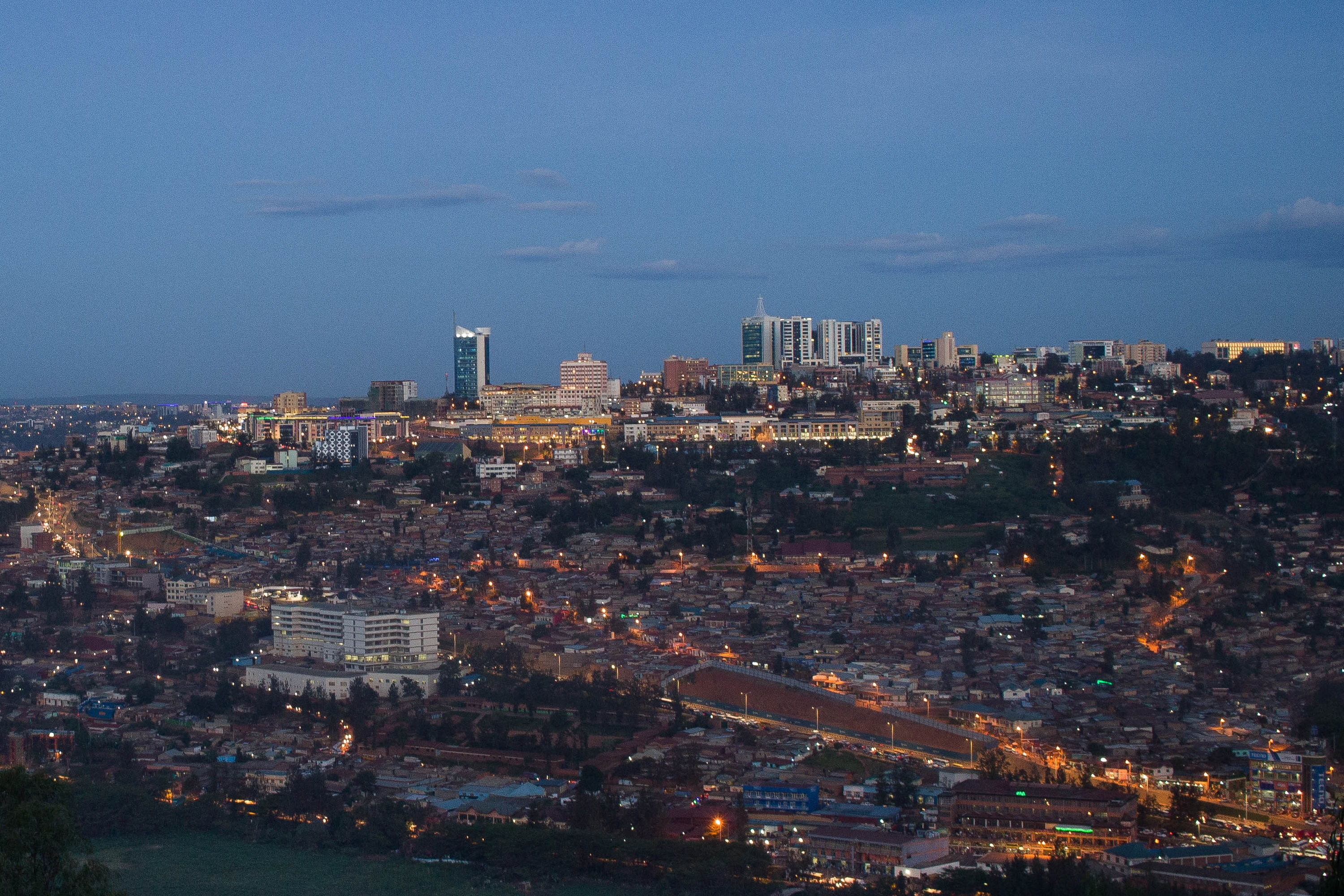
2018년 키갈리의 지평선

르완다의 경제는 카가메 대통령 재임 기간 동안 빠르게 성장하여 2020년 1인당 국내총생산(구매력 평가)은 2,214달러로 2000년의 631달러에 비해 크게 증가했다. 2000년에서 2020년 사이의 연평균 성장률은 7%에 달했다. 카가메의 경제 정책은 경제 자유화, 기업에 대한 적폐 감소, 농업에서 지식경제로의 전환을 기반으로 한다. 카가메는 르완다가 1960년부터 싱가포르의 경제 발전을 모방할 수 있다고 믿었다. 카가메는 국가 비전 2050 정책에 명시된 대로 르완다가 2035년에는 중상위 소득 국가가 되고 2050년에는 고소득 국가가 될 수 있다고 믿었다.
카가메의 경제 정책은 빌 클린턴과 스타벅스 회장 하워드 슐츠를 비롯한 많은 외국 기부자와 투자자들로부터 찬사를 받고 있다. 카가메는 효과적인 제도와 낮은 수준의 부패로 국제적으로도 인정받고 있다.
르완다는 르완다 경제 성공의 중요한 측면인 콩고산 광물도 불법적으로 착취했다. 정치경제학 연구원 스테판 메리세스는 1999년 르완다 GDP의 6.1%가 콩고 민주 공화국에서 불법적으로 자원을 채굴한 것으로 추정했다. 2013년에는 외국 원조가 GDP의 20% 이상, 예산의 거의 절반을 차지했다. 경제 성장은 수도의 엘리트들에게 불균형적으로 발생한 반면 농촌 지역은 뒤처져 있다. 정부는 공식적으로 민영화 정책을 시행하고 있지만, 실제로는 국가 및 여당과 밀접한 관계가 있는 기업을 통해 경제에 대한 국가 통제력을 높여 왔다.

#### 교육 및 건강
카가메는 르완다에서 청소년을 위한 교육을 최우선 과제로 삼아 연간 예산의 17%를 르완다에 할당했다. 르완다 정부는 초등학교 6년, 중등학교 6년으로 12년 동안 국영 학교에서 무료 교육을 제공한다. 마지막 3년간의 무료 교육은 2010년 재선 캠페인에서 카가메의 공약에 따라 2012년에 도입되었다. 카가메는 고등교육 부문의 개선 덕분에 정부의 공로를 인정받았으며, 대학 수는 1994년 1개에서 2010년 29개로 증가했으며, 고등학교 총 등록률은 2008년 4%에서 2011년 7%로 증가했다. 1994년부터 2009년까지 중등 교육은 프랑스어 또는 영어로 제공되었으며, 2009년부터는 동아프리카 공동체 및 영연방과의 관계가 강화됨에 따라 초등학교 4학년부터 공립학교에서 영어가 유일한 교육 언어로 사용되었다. 읽기와 쓰기가 가능한 15세 이상으로 정의되는 르완다의 문해율은 1991년 58%, 1978년 38%에서 2009년 71%로 증가했다.
르완다의 건강 프로필은 말라리아, 폐렴, HIV/AIDS를 포함한 전염성 질병이 주를 이루고 있다. 지난 10년 동안 유병률과 사망률은 급격히 감소했지만 특정 의약품의 공급 부족이나 공급 부족으로 인해 질병 관리에 계속 어려움을 겪고 있다. 카가메 정부는 비전 2020의 우선순위 중 하나로 이러한 상황을 개선하기 위해 노력하고 있다. 1996년 국가 지출의 3.2%에서 2008년 9.7%로 보건 예산이 증가하는 등 재정 지원을 늘리고 있다. 또한 키갈리 보건 연구소(KHI)를 비롯한 교육 기관을 설립하고, 2008년에는 모든 개인에게 건강 보험을 의무화하는 법을 시행했으며, 2010년에는 인구의 90% 이상이 보험에 가입했다. 이러한 정책은 카가메 대통령 재임 기간 동안 의료 서비스의 질을 꾸준히 높이고 주요 지표를 개선하는 데 기여했다. 2010년에는 출생아 1,000명당 5명 미만 사망자가 163명이었던 어린이가 5번째 생일 전에 91명이 사망했다. 산모 및 신생아 파상풍이 사라지고 말라리아 이환율, 사망률, 특정 사망률이 급격히 감소하는 등 일부 질병의 유병률이 감소하고 있다. 자격을 갖춘 의료 인력 부족에 대응하여, 2011년 르완다 정부는 의료 전문가를 양성하기 위해 8년간 미화 1억 5,180만 달러 규모의 이니셔티브를 시작했다.

### 외교 정책

#### 우간다 및 동아프리카 공동체

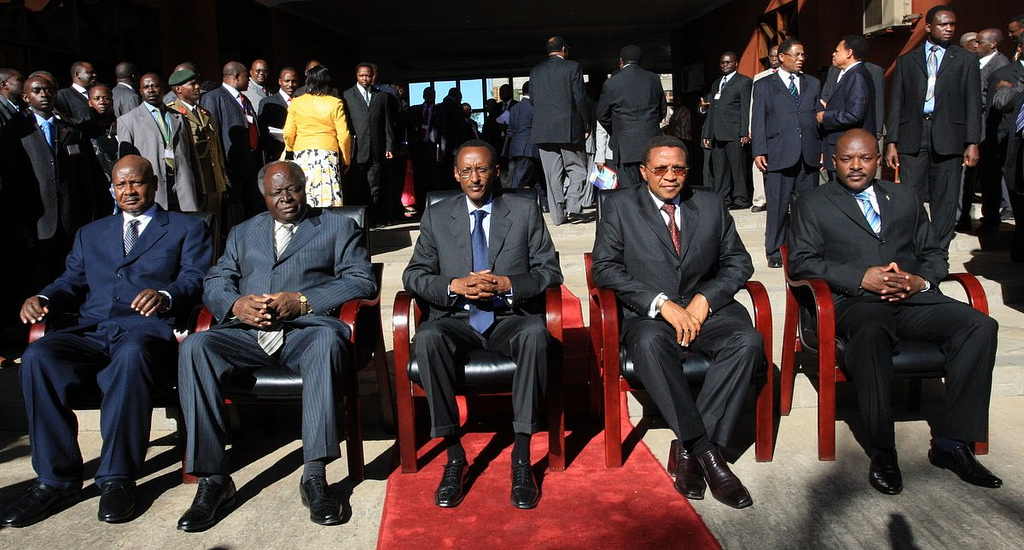
2009년 4월, 동아프리카 공동체 국가 원수 4명과 함께 카가메

카가메는 대부분의 어린 시절과 젊은 성인 시절을 우간다에서 보냈으며, 1970년대 후반까지 요웨리 무세베니 대통령과 개인적인 관계를 맺어 우간다 내전에서 함께 싸웠으며, 1986년 NRA의 승리에 따라 카가메는 무세베니의 군대에서 군사 정보 책임자로 임명되었다. 1990년 RPF 군인들이 우간다 군대를 버리고 르완다를 침공했을 때 무세베니는 이들을 명시적으로 지원하지 않았지만 제라드 프루니에 따르면 그는 이 계획에 대해 사전에 알고 있었을 가능성이 높다고 한다. 또한 무세베니는 전쟁 초기 패배 이후 우간다 영토를 통해 비룽가산맥으로 안전하게 통과할 수 있도록 허용했으며, 1998년 국가 원수 회의에서 우간다가 르완다 내전 당시 RPF를 실질적으로 도왔다고 밝혔다. RPF 승리 이후 양국은 긴밀한 정치 및 무역 관계를 유지했다.
2007년 르완다는 우간다, 케냐, 탄자니아, 부룬디, 르완다로 구성된 동아프리카 지역 정부 간 기구인 동아프리카 공동체에 가입했다. 르완다의 가입을 위해서는 국방 정보 공유 협정, 관세 동맹, 마약 밀매 퇴치 조치 등 다른 회원국들과 다양한 협정을 체결해야 했다. 공동체 국가들은 2011년에 공동 시장을 설립했으며, 정치 연맹으로의 움직임을 포함한 추가 통합을 계획하고 있다. 또한 공동체는 2024년까지 단일 통화 도입을 목표로 하는 동아프리카 통화 연구소를 설립했다.

#### 미국, 영국 및 영연방
1994년 르완다 집단학살이 종식된 이후 르완다는 영어권, 특히 미국 및 영국과 긴밀한 관계를 유지해 왔다. 양국은 안정화 및 재건이라는 RPF 프로그램을 적극적으로 지지해 왔으며, 영국은 매년 막대한 예산을 지원하고 미국은 군사 지원과 개발 프로젝트 지원을 제공했다. 대통령으로서 카가메는 대량 학살에 대한 서방의 대응 부족에 대해 비판해 왔으며, 영국과 미국은 대량 학살 당시 미국 대통령이었던 빌 클린턴이 살인 사건에 대해 유죄를 인정하는 등 그의 행동 실패를 "개인적인 실패"라고 표현했다. 2000년대에 클린턴과 토니 블레어 영국 총리는 국제 개발 기금의 모범 수혜자로 꼽으며 카가메의 진전을 높이 평가했고, 클린턴은 카가메를 "우리 시대의 가장 위대한 지도자 중 한 명"이라고 언급했다. 클린턴과 블레어는 임기가 끝난 후에도 클린턴 재단을 통해, 블레어는 르완다 정부의 무급 고문 역할을 통해 국가에 대한 지지를 유지해 왔다.
영어권 국가들과의 긴밀한 관계를 유지하기 위한 정책의 일환으로 카가메는 2009년에 영연방 가입을 요청했다. 르완다는 모잠비크에 이어 대영 제국과 식민지 관계를 맺은 적이 없는 두 번째 국가였다. 카가메는 이후 오스트레일리아 퍼스에서 열린 영연방 정부 수반 회의에 참석하여 비즈니스 포럼에서 연설했다. 르완다는 또한 2012년 유엔 안전 보장 이사회에 순환 의석을 신청하여 2013년 4월에 유엔 안전 보장 이사회 의장직을 맡게 되었다.

## 사생활
카가메는 1989년 6월 10일, 우간다에서 케냐 나이로비에 거주하는 투치족 망명자인 제넷 니라몽지와 결혼했다. 카가메는 친척들에게 적합한 결혼을 제안해 달라고 요청했고 친척들은 니라몽지를 추천했다. 카가메는 나이로비로 여행을 떠나 우간다에서 니라몽지를 방문할 것을 설득했다. 니라몽지는 RPF와 난민을 르완다로 돌려보내는 것의 목표에 대해 잘 알고 있었다. 그녀는 카가메를 높이 평가했다. 이 부부는 네 명의 자녀를 두고 있다.
카가메는 영어, 르완다어, 프랑스어 3개 국어를 구사할 수 있으며, 아스널 FC의 후원자이다. 그리고 그는 가톨릭 신자이다.

## 역대 선거 결과
| 선거명      | 직책명          | 대수 | 정당            | 득표율 | 득표수      | 결과 | 당락 |
| ----------- | --------------- | ---- | --------------- | ------ | ----------- | ---- | ---- |
| 2003년 선거 | 르완다의 대통령 | 4대  | 르완다 애국전선 | 95.05% | 3,544,777표 | 1위  |      |
| 2010년 선거 | 르완다의 대통령 | 4대  | 르완다 애국전선 | 93.08% | 4,638,560표 | 1위  |      |
| 2017년 선거 | 르완다의 대통령 | 4대  | 르완다 애국전선 | 98.79% | 6,675,472표 | 1위  |      |
| 2024년 선거 | 르완다의 대통령 | 4대  | 르완다 애국전선 | 99.18% | 8,822,794표 | 1위  |      |

## 같이 보기
- 르완다의 역사